# Budżet
Budżet (z ang. budget, ze stfr. bougette) – zestawienie planowanych wpływów (cash flow in +) i wydatków (cash flow out -). Pojęć wpływy i wydatki, które są pojęciami finansowymi nie należy mylić z pojęciami przychody i koszty, które są pojęciami księgowymi, bowiem pojęcia finansowe oznaczają rzeczywiste przepływy pieniężne, które odbywają się przez kasę i rachunek bankowy, a pojęcia księgowe oznaczają tylko zapisy na kontach księgowych, które niekoniecznie muszą się pokrywać z rzeczywistymi przepływami pieniężnymi np. odpisy amortyzacyjne itp.    
W przypadku budżetu można mówić o planie budżetu, czyli limicie finansowym na wydatki określonej jednostki, oraz o wykonaniu budżetu, czyli zrealizowanych wydatkach określonej jednostki. Różnice pomiędzy planem budżetu a jego wykonaniem nazywa się odchyleniami. Wydatki budżetowe danej jednostki realizowane mogą być z jednego lub kilku źródeł finansowania.
Definicje budżetu:
1. Ilość określonego zasobu (np. czasu, wody, energii, roboczogodzin), która pozostaje do dyspozycji osoby albo organizacji, wtedy można mówić o budżecie rzeczowym.
2. Ilość określonego zasobu przeznaczona na określone działania, cel, bądź przedsięwzięcie, np. budżet kancelarii prezydenta, budżet gminy, budżet marketingowy, inwestycyjny, budżet na określony projekt, wtedy można mówić o budżecie celowym.

Budżet może dotyczyć dowolnej skali działalności – od budżetu domowego przez budżet przedsiębiorstwa do budżetu państwa.
Budżet pełniący rolę prognozy może wykazywać nadwyżkę wpływów nad wydatkami, może być zrównoważony (bilansować się) albo wykazywać deficyt.
Budżet pełniący rolę planu buduje się najczęściej opierając się na danych o wykonaniu budżetu w roku poprzednim (danych historycznych) i dopasowując wzajemnie sumę wpływów i wydatków. Szczególną metodą budowania budżetu jest tzw. zero budżetowania. W metodzie tej nie bierze się pod uwagę danych historycznych, a budżet powstaje całkowicie od zera, poprzez dodawanie kolejnych zadań bądź pozycji wydatków i jednoczesne określanie źródeł ich finansowania. Budżet można rozpatrywać w horyzoncie długoterminowym, wtedy można mówić o tzw. budżecie strategicznym lub w horyzoncie krótkoterminowym, wtedy można mówić o tzw. budżecie operacyjnym. 
Budżet operacyjny, zazwyczaj roczny, zawiera informacje o zadaniach, które mają być sfinansowane oraz o koordynacji i harmonogramie wpływów i wydatków umożliwiającym realizację planu. Jednym z zadań wewnętrznej kontroli finansowej w przedsiębiorstwie (audytu) jest badanie odchyleń pomiędzy planem budżetowym a jego wykonaniem oraz analizowanie przyczyn odchyleń większych od zakładanych dopuszczalnych odchyleń progowych .